# آراکل
آراکل (به ارمنی: Առաքել) یک منطقهٔ مسکونی در جمهوری آرتساخ است که در استان هادروت واقع شده‌است. آراکل ۱۰۶ نفر جمعیت دارد.

## نگارخانه

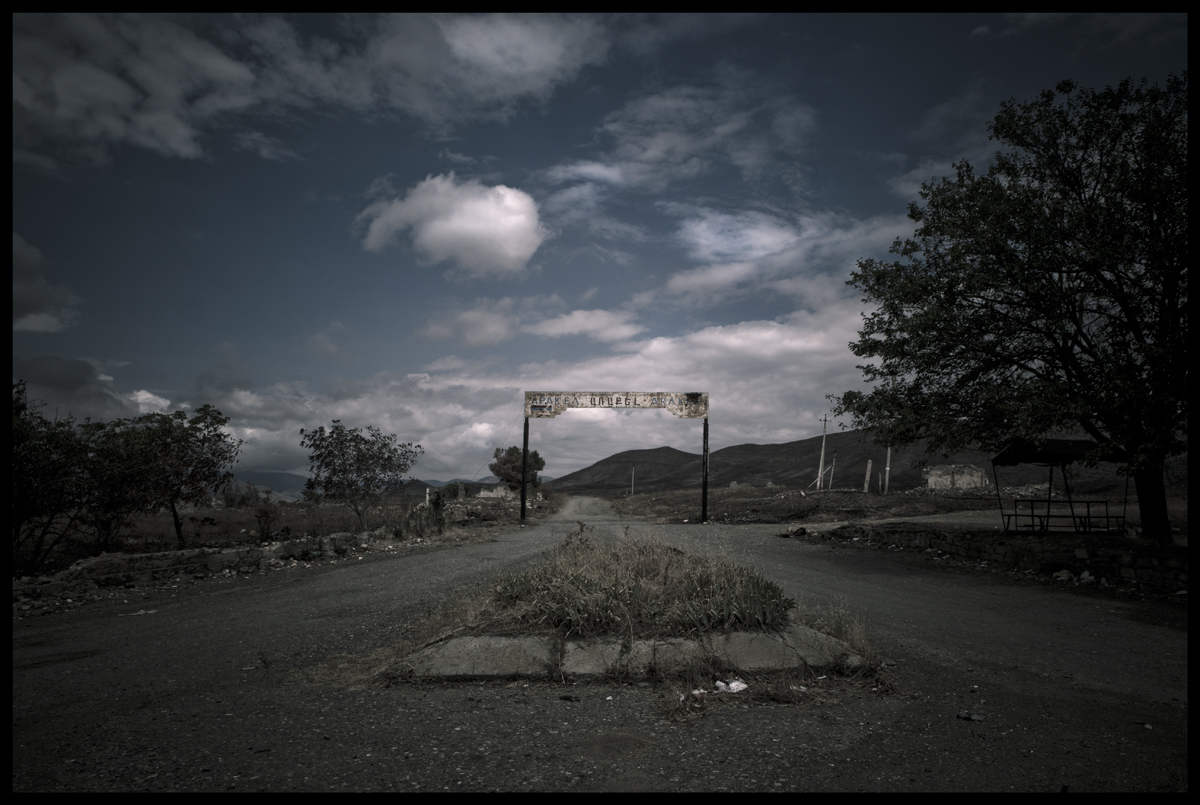